# دلال بنت سعود آل سعود
دلال بنت سعود بن عبد العزيز آل سعود (1957 - 10 سبتمبر 2021)؛ أميرة سعودية، عرفت بمشاركتها ودعمها للحفلات الخيرية، إضافة إلى عشقها لفن الرسم وتنظيم المعارض الفنية.

## نشأتها
ولدت الأميرة دلال بنت سعود بن عبد العزيز آل سعود في الرياض. والدتها هي تركية بنت محمد العبد العزيز. كانت ممن رافقوا والدها سعود بن عبد العزيز آل سعود إلى الولايات المتحدة الأمريكية وهي لا زالت صغيرة، حيث قابلت الأميرة دلال الرئيس الأمريكي الراحل، جون كينيدي بتاريخ 26 شوال 1384 هـ الموافق 27 فبراير 1965 بمقر إقامتهما في بالم بيتش بفلوريدا، بعد تعافي أبيها من عملية جراحية ناجحة في عينيه.

## عملها
كانت دلال بنت سعود عضوًا فخريًا في مجلس إدارة مؤسسة إرث الأمل (Legacy of Hope Foundation)، وهي منظمة تركز على إصلاح الرعاية الصحية للأطفال في جميع أنحاء العالم. شاركت في العديد من الحملات والبرامج التي تستهدف الشباب والأطفال المعرضين للخطر والرعاية البديلة لهذه المجموعة.

## حياتها الشخصية
تزوجت  من الوليد بن طلال بن عبد العزيز آل سعود. عندما تزوجا، أعطاها طلال بن عبد العزيز آل سعود، والد زوجها، عقدًا بقيمة 200 ألف دولار كهدية زفاف. انفصلت الأميرة دلال بنت سعود بن عبد العزيز آل سعود فيما بعد من الأمير الوليد بن طلال بن عبد العزيز آل سعود وأنجبت منه ريم بنت الوليد بن طلال بن عبد العزيز آل سعود و خالد بن الوليد بن طلال بن عبد العزيز آل سعود. ولد ابنهما خالد في ولاية كاليفورنيا عام 1978. ولدت الأميرة ريم عام 1982.

## وفاتها
توفيت الأميرة دلال بنت سعود بن عبد العزيز آل سعود مساء الجمعة 3 صفر 1443 هـ الموافق 10 سبتمبر 2021 إثر مرض عضال ألمّت بها.، وأدى الأمير محمد بن عبد الرحمن بن عبد العزيز آل سعود أمير منطقة الرياض بالنيابة عقب صلاة عصر يوم الاثنين 6 صفر 1443 هـ الموافق 13 سبتمبر 2021 صلاة الميت على الأميرة دلال بنت سعود بن عبد العزيز آل سعود وذلك في جامع الإمام تركي بن عبد الله في الرياض.